# Сухая Гать
Сухая Гать — река в России, протекает в Тульской области. Левый приток реки Шат.

## География
Река Сухая Гать берёт начало севернее деревни Криволучье. Течёт в северном направлении. Ниже деревни Богдановка сливается с безымянным ручьём. Устье реки находится у села Куракино в 17 км по левому берегу реки Шат. Длина реки составляет 12 км. 

## Данные водного реестра
По данным государственного водного реестра России относится к Окскому бассейновому округу, водохозяйственный участок реки — Упа от истока и до устья, речной подбассейн реки — Бассейны притоков Оки до впадения Мокши. Речной бассейн реки — Ока.
По данным геоинформационной системы водохозяйственного районирования территории РФ, подготовленной Федеральным агентством водных ресурсов:
- Код водного объекта в государственном водном реестре — 09010100312110000019052
- Код по гидрологической изученности (ГИ) — 110001905
- Код бассейна — 09.01.01.003
- Номер тома по ГИ — 10
- Выпуск по ГИ — 0